# Sigaol Simbolon
Sigaol Simbolon is een bestuurslaag in het regentschap Samosir van de provincie Noord-Sumatra, Indonesië. Sigaol Simbolon telt 1214 inwoners (volkstelling 2010).